# Skok
Скок је познато купалиште на Узвинској ријеци које се налази крај Стојкиног млина.Локалитет је овај назив добио због редовних скокова у казан који се налази испод реда водопада на Узвинској ријеци.Прије овог купалишта редају се вирови Мемина брана и Жижков вир,а након Скока се у близини ушћа Узвинске у Усору налази плажа Пјескуља.Изнад Скока налази се засеок Стјепановићи.
Сам силазак у Скок је веома тежак због камените стазице која је веома клизава.Највећу популарност ово купалиште је имало крајем 20 и почетком 21 вијека.Због исељавања долине Узвинске и оближњих засеока,број купача са годинама постаје све мањи.